# Гранування (геометрія)

Зірчастий октаедр як результат гранування куба

У геометрії гранування — процес видалення частини многокутника або многогранника без утворення нових вершин.
Гранування є оберненим або двоїстим до ззірчення: для кожної зірчастої форми деякого опуклого многогранника існує двоїсте гранування двоїстого многогранника.

## Ограновані багатокутники
Наприклад, правильний п'ятикутник має одне симетричне гранування, пентаграму, а правильний шестикутник — два симетричні гранування: одне з них — многокутник, а інше — з'єднання двох трикутників.
| Опуклі                     | Опуклі                     | Опуклі                     |
| Правильний п'ятикутник {5} | Правильний шестикутник {6} | Правильний шестикутник {6} |
| -------------------------- | -------------------------- | -------------------------- |
|                            |                            |                            |
| Правильні                  | Квазіправильні             | Правильні з'єднання        |
| Пентаграма {5/2}           | Зірчастий шестикутник      | Гексаграма {6/2}           |
|                            |                            |                            |

## Ограновані багатогранники
Правильний ікосаедр можна огранувати до трьох правильних многогранників Кеплера — Пуансо — малого зірчастого додекаедра, великого додекаедра і великого ікосаедра. Вони мають 30 ребер.
| Опуклі   | Правильні зірки   | Правильні зірки           | Правильні зірки  |
| Ікосаедр | Великий додекаедр | Малий зірчастий додекаедр | Великий ікосаедр |
| -------- | ----------------- | ------------------------- | ---------------- |
|          |                   |                           |                  |

Правильний додекаедр можна огранувати до одного правильного многогранника Кеплера — Пуансо, трьох однорідних зірчастих многогранників і трьох з'єднань многогранників. Однорідні зірки і з'єднання п'яти кубів будуються на діагоналях граней. Виїмчастий додекаедр є огрануванням із зірчастими октаграмними гранями.
| Опуклі    | Правильні зірки             | Однорідні зірки                     | Однорідні зірки          | Однорідні зірки                       | Вершинно-транзитивні |
| Додекаедр | Великий зірчастий додекаедр | Малий бітригональний ікосододекаедр | Бітригональний додекаедр | Великий бітригональний ікосододекаедр | Виїмчастий додекаедр |
| --------- | --------------------------- | ----------------------------------- | ------------------------ | ------------------------------------- | -------------------- |
|           |                             |                                     |                          |                                       |                      |

| Опуклі    | Правильні з'єднання | Правильні з'єднання | Правильні з'єднання |
| Додекаедр | П'ять тетраедрів    | П'ять кубів         | десять тетраедрів   |
| --------- | ------------------- | ------------------- | ------------------- |
|           |                     |                     |                     |

## Історія
Гранування вивчалося не настільки інтенсивно, як ззірчення.
- 1619 року Кеплер описав правильне з'єднання двох тетраедрів, укладених в куб, яке назвав Stella octangula. Схоже, це перший відомий приклад гранування.
- 1858 року Бертран отримав правильні зірчасті многогранники (тіла Кеплера — Пуансо), огранувавши правильні опуклі ікосаедр і додекаедр.
- 1974 року Бридж перерахував кілька огранувань правильних многогранників, зокрема, огранування додекаедра.
- 2006 року Інчибальд описав базову теорію діаграм гранування для многогранників. Для заданої вершини діаграма показує можливі ребра і фасети (нові грані), які можна використати для гранування початкової оболонки. Ця діаграма двоїста діаграмі ззірчення двоїстого многогранника, яка показує всі можливі ребра та вершини для деякої площини грані початкового ядра.